# 中央道原パーキングエリア

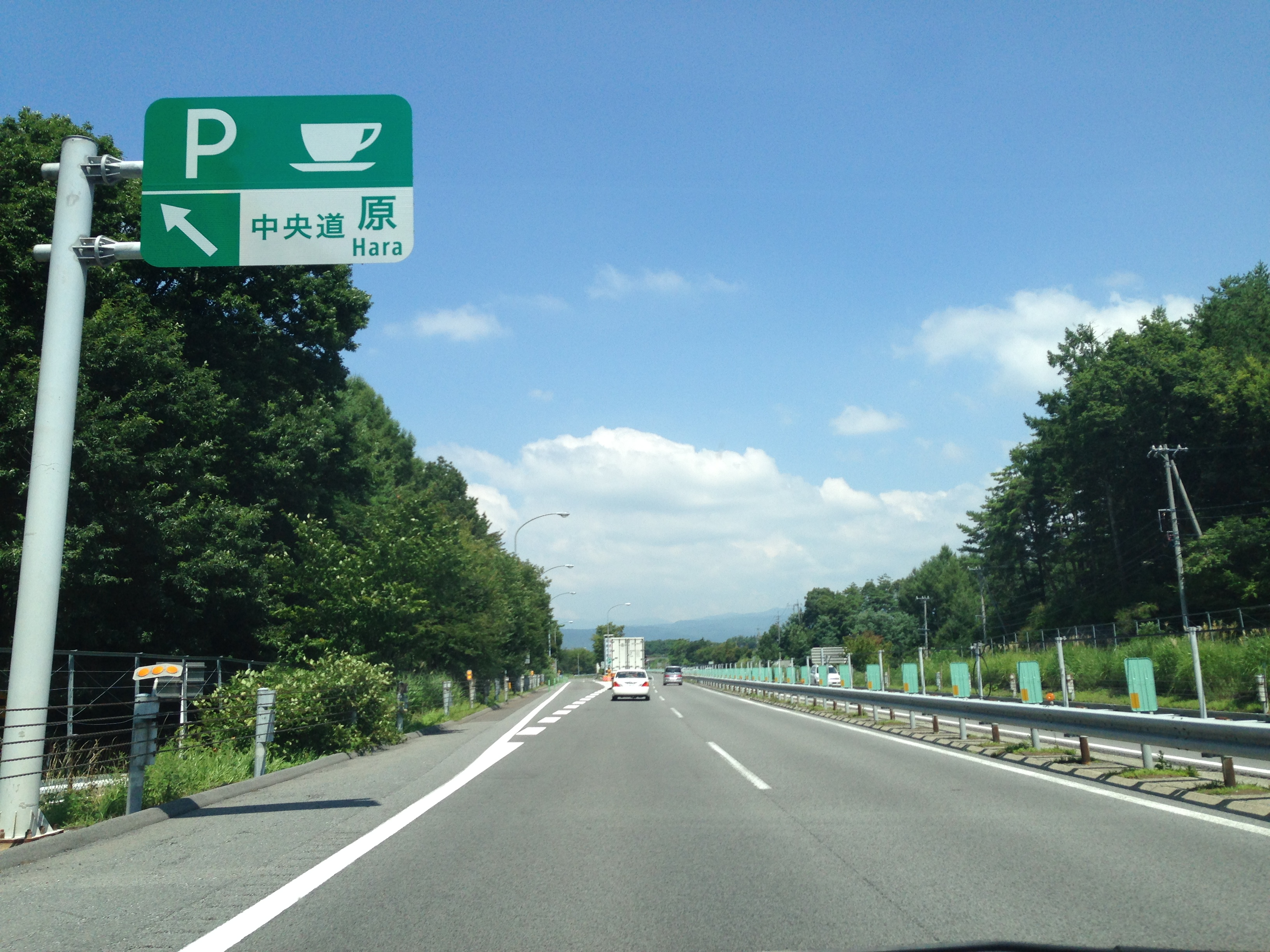
下り線の案内標識

中央道原パーキングエリア（ちゅうおうどうはらパーキングエリア）は、長野県諏訪郡原村の中央自動車道上にあるパーキングエリアである。
「中央道原」という地名ではなく、「中央道」にある「原」PAという意味で、現地の標識では「原」の部分だけが強調されている（「中央道」の部分は英語表記なしの一回り小さな文字）。
かつて日本の高速道路にあるPAの中では最高所（上り920m、下り930m）に位置していたが、東海北陸自動車道に松ノ木峠PA（1,085m）が完成したため、現在は2番目となっている。

## 道路
- E20 中央自動車道

## 施設

### 上り線（東京・河口湖方面）
出典
※上り線は2008年（平成20年）7月にリニューアルされ、デイリーヤマザキ（コンビニエンスストア・スナックコーナー併設）が開店。
- 駐車場
  - 大型 - 22台
  - 小型 - 27台
- トイレ
  - 男性 - 大2（和式1・洋式1）・小6
  - 女性 - 8（和式1・洋式7）
    - 同伴の男児用 - 1

  - 車椅子用 - 1
- デイリーヤマザキ（24時間）
- スナック（7:00 - 20:00）

### 下り線（長野・名古屋方面）
出典
- 駐車場
  - 大型 - 21台
  - 小型 - 26台
- トイレ
  - 男性 - 大2（和式1・洋式1）・小6
  - 女性 - 8（和式1・洋式7）
    - 同伴の男児用 - 1

  - 車椅子用 - 1
- スナック（7:00 - 21:00）
- ショッピング（7:00 - 21:00）
- 自動販売機
- バス停留所

## 中央道原バスストップ
中央道原バスストップは、中央道原パーキングエリアに併設されている中央自動車道のバス停留所である。
PAは上下線で離れている（下り線が東京寄り）。バス停は下り線が中央道原PAの敷地内、上り線は下りPAの道向かいとなる本線上にある。バス利用者のための無料駐車場も設けられている。

### 停車する路線
- 岡谷・上諏訪 - 新宿線（中央高速バス、アルピコ交通・山梨交通・京王バス・フジエクスプレス・JRバス関東）
富士見BS - 中央道原BS - 茅野BS
- 諏訪・茅野 - 新宿線（トラビスジャパン）
富士見BS - 中央道原BS - 茅野BS
- 諏訪・茅野 - 京都・大阪線（トラビスジャパン）
富士見BS - 中央道原BS - 茅野BS

### 交通アクセス
- JR茅野駅から諏訪バス：茅野駅 - 原村 - 美濃戸口線 下菖蒲沢停留所から徒歩5分。

## 隣
E20 中央自動車道
(19) 諏訪南IC - 中央道原PA - (BS) 茅野BS - (20) 諏訪IC